# Вести из СССР
«Вести из СССР. Права человека» – інформаційний бюлетень низки міжнародних правозахисних організацій, що друкував матеріали про становище опозиційного руху в СРСР наприкінці 1970–80-х рр. Заснований 1978 з ініціативи російського правозахисника К.Любарського. Періодичність виходу: 1978–79 – щомісяця, з 1980 – двічі на місяць, російською і англійською мовами. Проіснував до 1989. Видавався на кошти товариств "Зошити самвидаву" (Брюссель, Бельгія) та "Країна і світ" (Мюнхен, Німеччина).
Організовував акції протесту на захист учасників правозахисного руху О.Бердника, Ю.Бадзьо та ін.
На сторінках видання містилися численні відомості про діячів кримськотатарського та єврейського національних рухів в Україні.